# Théorème de la feuille compacte de Novikov
En mathématiques, le théorème de la feuille compacte de Novikov affirme que 
tout feuilletage de codimension 1 d'une variété tridimensionnelle compacte dont le revêtement universel n'est pas contractile possède une feuille compacte. Il est nommé ainsi en l'honneur du mathématicien russe Sergueï Novikov.

## Le théorème de la feuille compacte de Novikov pourS3
C'est un cas particulier du théorème précédent. Tout feuilletage différentiable de codimension 1 de la sphère S3 possède une feuille compacte. Cette feuille est un des tores T2  du feuilletage de Reeb. 
Il a été démontré par Sergueï Novikov en 1964 et avait été conjecturé antérieurement par Charles Ehresmann, en particulier à partir de l'exemple du feuilletage de Reeb.

## Le théorème de la feuille compacte de Novikov pour toute variété tridimensionnelleM3
En 1965, Novikov a généralisé ce théorème pour toute variété tridimensionnelle M3. 
Soit M3 une variété fermée tridimensionnelle munie d'un feuilletage F de codimension 1. Sous l'une quelconque des conditions suivantes :
1. Son groupe fondamental {\displaystyle \pi _{1}(M^{3})} est fini,
2. Son deuxième groupe d'homotopie {\displaystyle \pi _{2}(M^{3})\neq 0},
3. Il existe une feuille {\displaystyle L\in F} telle que l'application {\displaystyle \pi _{1}(L)\to \pi _{1}(M^{3})} induite par l'inclusion possède un noyau non trivial.

alors F possède une feuille compacte de genre g ≤ 1.
Excepté dans le cas(2), où la feuille fermée peut être S2 or {\displaystyle RP^{2}}, le feuilletage contient un composant de Reeb. 
Ceci peut s'exprimer en termes de revêtement : tout feuilletage de codimension 1 d'une variété tridimensionnelle compacte dont le revêtement universel n'est pas contractile possède une feuille compacte.